# Psectrocladius psilopterus
Psectrocladius psilopterus är en tvåvingeart som först beskrevs av Jean-Jacques Kieffer och August Friedrich Thienemann 1906.  Psectrocladius psilopterus ingår i släktet Psectrocladius och familjen fjädermyggor. Arten är reproducerande i Sverige. Inga underarter finns listade i Catalogue of Life.